# 큰멧박쥐
큰멧박쥐(Nyctalus lasiopterus)는 유럽과 서아시아 그리고 북아프리카에서 발견되는 희귀한 박쥐의 일종이다. 날개 폭이 최대 46cm로 유럽에서 가장 크고 아주 적게 연구된 박쥐이며, 참새목 조류를 잡아 먹는 아주 드문 박쥐의 하나이다. 큰멧박쥐는 날개로 둥지에 앉을 때보다 오히려 새를 사냥하는 유일한 박쥐이다. 큰멧박쥐는 공중에서 사냥을 하기 위해 적응된 날개를 갖고 있으며, 새들이 듣는 범위 이상의 반향정위 주파수를 사용한다.